# Anna Sui
Anna Sui (tiếng Trung: 蕭志美; sinh ngày 4 tháng 8 năm 1964) là một nữ thiết kế người Mỹ gốc Trung Hoa. Nhãn hiệu của bà có mặt trên toàn cầu ở châu Mỹ, châu Âu, châu Á, và Trung Đông. Mỹ phẩm, quần áo, dầu thơm mang nhãn hiệu bà được bán ở các cửa hàng trên 50 quốc gia và cũng có mặt rộng khắp trong các khu mua sắm hàng đầu trên toàn cầu.

## Cuộc đời
Sui sinh ngày 4 tháng 8 năm 1964 ở Detroit, Michigan. Anna Sui sớm tỏ ra ham mê yêu thích thời trang và bắt đầu cắt các trang tạp chí thời trang để làm bộ sưu tập của mình. Những mẫu này đã tạo cho bà cảm hứng thiết kế trong suốt sự nghiệp của bà. Sau khi chuyển đến New York, bà theo học tại trường thiết kế Parsons.

## Phong cách
Những thiết kế của bà là sự kết hợp giữa sự năng động, hiện đại và cá tính của tính cách Mỹ với sắc màu tươi tắn, kín đáo và tràn đầy sức sống, rực rỡ sắc màu của phong cách Á Đông. Chính vì vậy, chúng ta thường gặp ở Anna Sui fashion những mẫu thiết kế rất độc đáo, luôn tạo ấn tượng với những gam màu rực rỡ, được phối cùng hoa văn tinh tế. Cho đến nay, Anna Sui vẫn là một trong những nhãn hiệu được quan tâm hàng đầu trong giới những nhà thiết kế thời trang nổi tiếng.
Nếu như dựa vào màu sắc và kiểu dáng, có thể nói thời trang Anna Sui sinh ra là để dành cho người châu Á. 
Phong cách thiết kế dường như được lấy cảm hứng từ những cánh đồng hoa bất tận, từ những góc tối u thẳm của rừng nhiệt đới, từ những cánh bướm rực rỡ sắc màu. Các mẫu thiết kế của Anna Sui là sự nâng niu đến từng chi tiết. Mỗi mẫu sản phẩm luôn là một trò chơi màu sắc đầy ngẫu hứng.
Sản phẩm của Anna Sui hiện nay đang bước đầu tiến những bước quan trọng vào thị trường Việt Nam và gây ra được sự thu hút ngay từ những bước đi đầu tiên. Chưa được biết tới nhiều như các thương hiệu thời trang phổ biến toàn cầu như Gucci, Chanel, Louis Vuitton, Prada hay Burberry... nhưng Anna Sui đã bước đầu chứng tỏ được sức ảnh hưởng của mình đến giới trẻ châu Á như ở Hàn Quốc, Trung Quốc, Nhật Bản... cũng như ở Việt Nam.